# نیسان فوروم
نیسان فوروم (Nissan Forum) یک ون ساخت نیسان است. طراحی آن خودروهای موتور جلو-محور جلو بوده طول آن در حالت طبیعی ۴٬۹۸۷ میلیمتر (۱۹۶٫۳ اینچ)، عرض آن در حالت طبیعی ۲٬۱۱۴ میلیمتر (۸۳٫۲ اینچ) و ارتفاع آن در حالت طبیعی ۱٬۷۶۳ میلیمتر (۶۹٫۴ اینچ) است.